# 35P/Herschel-Rigollet
35P/Herschel–Rigollet é um cometa periódico com um período orbital de 155 anos.Ele se encaixa na definição clássica de um cometa do tipo Halley-tipo com um  período entre 20 a 200 anos). Foi descoberto por Caroline Herschel de (Slough , Reino Unido) em 21 de dezembro de 1788. Tendo em conta que o cometa leva 155 anos para orbitar o Sol,  as previsões para a próxima passagem (periélio) deverá acontecer em 2092 com um margem de erro em torno de um mês.

## Aparição de 1789
Caroline Herschel foi a primeira a observar o cometa em 21 de dezembro de 1788 e foi mais tarde, a noite observado pelo seu irmão William Herschel e que o descreveu como parecendo como uma brilhante nebulosa com um diâmetro entre 5-6 minuto, e muito maior que a nebulosa planetária M57.
De dezembro a janeiro o cometa foi observado por Nevil Maskelyne do Observatório de Greenwich e por Charles Messier do Observatório de Paris. Maskelyne foi o último a observar este cometa e foi avistado pela última vez em 05-02-1789.
Um possível órbita aproximada foi calculada em 1789 por Pierre Méchain e em 1922 por Margaretta Palmer. Palmer considerou que a órbita que melhor se ajustou às suas observações foi de uma elíptica com um período de 1.066 anos.

## Aparição de 1939
Roger Rigollet (Lagny, França) redescobriu o cometa em 28-07-1939. Ele foi descrito como um objeto difuso com magnitude de 8.0. A descoberta foi confirmada no dia seguinte por Alfonso Fresa do Observatório de Turim (Itália) e por George van Biesbroeck do Observatório Yerkes. O cometa foi gradativamente apagando de agosto em diante e a última aparição registrada por foto foi feita em 16-01-1940.
Após a redescoberta em 1939, a órbita do cometa foi calculada por Jens P. Möller (Copenhagem, Dinamarca), juntamente com Katherine P. Kaster e por Thomas Bartlett (Berkeley, Estados Unidos). O periélio foi calculado para ocorrer em 09-08-1939. Baseado nas órbitas anteriores Leland E. Cunningham do Observatório do Colégio de Harvard relatou que o cometa era bastante parecido com o cometa que Herschel tinha visto em 1788.
Os cálculos definitivos da órbita do cometa foram feitos por Brian G. Marsden em 1974, fazendo o uso de 75 posições das duas aparições ocorridas em 1788 e em 1939–1940. Também levando em conta a influência dos planetas e calculou dois dados sobre o cometa. O seu periélio deveria acontecer em 09-08-1939 e que o cometa teria um período de 155 anos.

## Datas de máxima aproximação da Terra
- 04-11-1788 - 0.80 UA da Terra[2]
- 30-07-1939 – 0.82 UA da Terra[2]